# ナバーラ (DO)
ナバーラD.O.(Navarra D.O.)は、スペイン・ナバーラ州にあるワイン産地。スペインワインの原産地呼称であるデノミナシオン・デ・オリヘン(DO)では「原産地呼称」(DO)に指定されている。かつてはロゼワインで知られていたが、近年には質の高い赤ワインや白ワインも生産している。2010年のブドウ栽培面積は3,317園で計13,064ヘクタール、ワイン生産量は116社で計6,061万6,200リットルである。

## 地域

ナバーラ州におけるワイン産地
薄桃色=ナバーラ (DO)
濃桃色=リオハ (DOC)

ナバーラ (DO)はナバーラ州南部にあるDO認定地域であり、エステーリャ、サングエサ、タファリャ、オリテ、トゥデラなどの町が含まれる。ラ・リオハ州の州都ログローニョとナバーラ州都パンプローナを結ぶA-12号線沿い、トゥデラとラ・リオハ州アルファロに挟まれたエブロ川沿いの河岸部に主要なワイナリーが集まっている。ナバーラ州南部の中でも、アラゴン州との州境にある半乾燥砂漠地帯のバルデナス・レアレスや、州最南端のコルテスなどの町はナバーラ (DO)に含まれない。また、ビアナ、メンダビア、サン・アドリアンなどラ・リオハ州に近い町は、ナバーラ州にありながらナバーラ (DO)ではなくリオハ (DOC)に含まれる。
ナバーラ (DO)は5つのサブゾーンに分けられる。ピレネー山脈に近い北東部のバハ・モンターニャ、中央部のリベラ・アルタ、エブロ川沿いにある南部のリベラ・バハ、北西部のティエラ・エステーリャ、北部のバルディサルベである。南側半分は暑く乾燥した地域で、灌漑が必要である。北側半分は山地に近く冷涼で、多様な土壌を持つ。

### バルディサルベ
25自治体からなる。アルガ川の上流域にある。サンティアゴ・デ・コンポステーラの巡礼路の複数の道が集約される戦略的重要性の高い位置にある。

### ティエラ・エステーリャ
38自治体からなる。バルディサルベの西側にあり、エガ川の中流域にある。サンティアゴ・デ・コンポステーラの巡礼路が通っている。

### リベラ・アルタ
26自治体からなり、オリテを中心としている。アルガ川・エガ川・アラゴン川の下流域、エブロ川の左岸にある。

### バハ・モンターニャ
22自治体からなる。アラゴン川の中流域にある。

### リベラ・バハ
14自治体からなる。テロワールやワイナリーの数などの点では、ナバーラ (DO)を構成する5地域の中でもっとも重要な地域である。エブロ川の右岸、乾燥した砂岩質の平原上にある。

## 気候
ナバーラ (DO)の大部分は大陸性気候であり、暑く乾燥した夏季と寒い冬季を持つ。隣接するリオハ (DOC)より温暖で大陸性気候の影響が強いとされる。北部は大陸性気候ながら大西洋の影響を受けており、果実が成熟する期間中は穏やかな暑さであり、夜間は8月から涼しくなり始める。ナバーラ (DO)の年平均降水量は625mmである。標高の高い地域では偶発的な降霜や暴力的な嵐に見舞われる可能性がある。
ナバーラ (DO)北部では絶えず西風が吹くため、ブドウ畑がある台地上にはいくつもの風力発電機が設置されている。フランスのボルドー地方より標高が高いため、ボルドー地方と同じ品種を使用していても収穫時期は遅く、収穫が12月までずれ込む畑もある。

## 歴史

### 古代・中世
ナバーラ地方でのブドウ栽培やワイン生産の歴史は、紀元前2世紀に古代ローマ人がワイナリーを建設した時に遡る。アレリャーノ、ファルセス、ルンビエール、ムルサーバル・デ・アンディオンでの考古学的発掘調査で、ワイン醸造所の遺跡が発掘されている。
中世のナバーラ地方はフランス王国と密接な関係にある独立した王国（ナバラ王国）であり、サンティアゴの巡礼路を歩く巡礼者からの需要によってブドウ栽培が発展した。12世紀にはナバーラ地方のワインが国外に輸出され、巡礼者向けのガイドブックには「ナバーラのワインは美味であるから決してワインの虜になってはいけない。悪意のこもった振る舞い酒にも用心を」と記されていた。13世紀から14世紀にはネーデルラントなどに輸出され、18世紀初頭にはロシアのピョートル大帝がアルコール度数の高いナバーラ地方産の赤ワインを愛好した。

### スペインワインの黄金期
1852年にはフランス・ボルドーでうどんこ病が発生して流行し、3年後の1855年にはナバーラ地方にも流行した。ナバーラでは深刻な問題には至らなかったが、うどんこ病に比較的強いアラゴン地方原産のガルナッチャ種が持ち込まれ、ナバーラ地方やリオハ地方でも栽培されるようになった。1860年代以降にはボルドーを含むヨーロッパ全土に害虫フィロキセラが蔓延したが（19世紀フランスのフィロキセラ禍）、フィロキセラのスペインへの到来は遅れたため、フランスに向けたバルクワインの輸出で活況を呈し、特にエブロ川沿いの河岸地域ではオリーブ畑などからブドウ畑への転換が進んだ。
スペインにはフィロキセラを逃れてフランスから醸造家がやってきたが、広大な土地に野菜畑などが広がっていたナバーラ地方ではなく、すでに鉄道が敷かれていたリオハ地方に定住し、リオハ地方のワインの質を高めた。ナバーラ地方がカルリスタ戦争で政情が不安定だったことも、フランス人醸造家がナバーラ地方ではなくリオハ地方に向かった理由のひとつとされる。ナバーラ地方の1877年のブドウ栽培面積は3万ヘクタールだったが、1889年には4万8,000ヘクタールとなり、19世紀末には過去最高の5万4,500ヘクタールにまで増加した。

### フィロキセラとガルナッチャ種の導入

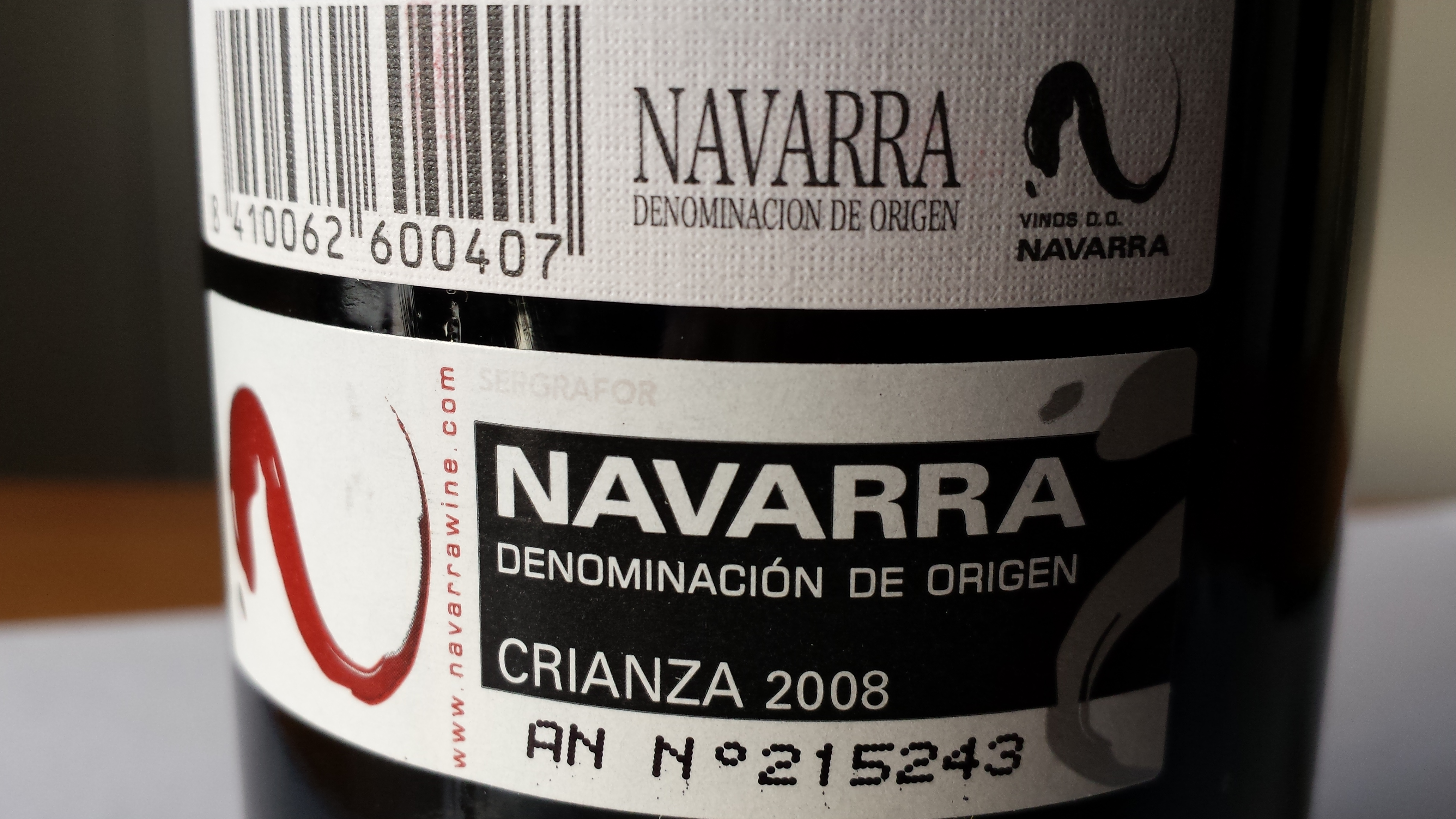
ボトルに貼られたDO認定ラベル

1890年代になるとフィロキセラがスペインにも流行し、ブドウ畑は1909年時点でわずか713ヘクタールにまで減少した。総栽培面積の98%に相当する50,000ヘクタールがフィロキセラによって破壊されたと推定されている。1910年以降にブドウ畑が再興されるにあたっては、フィロキセラに抵抗を持つ新世界から持ち込まれた台木に接ぎ木する方法がとられた。生産されるワインは質より量が重視され、手がかからず耐寒性に優れたガルナッチャ種が広い範囲に植えられた。
特にテーブルワイン用のロゼワインや、ブレンド用の赤ワインなどが生産された。1920年代にはワイン協同組合が増加し、生産量を増やして膨大な量の低価格ワインを輸出した。1932年にワイン法が制定されて原産地呼称制度であるデノミナシオン・デ・オリヘン(DO)が設置されると、ナバーラは1933年にDOに認定された。

### 外来種の導入と国際戦略の失敗
フランコ体制末期以降には国内外でワイン市場が拡大し、ナバーラ地方ではリオハ地方同様の良質なワイン作りが模索された。1970年代までには近代的な生産設備が導入され、土着種のテンプラニーリョ種への植え替えが進んでいたが、ナバーラ地方でのテンプラニーリョ種のワインの質は低かった。リオハ (DOC)はテンプラニーリョ種の高品質化を追求したが、ナバーラでは国際品種に目を向け、1973年にはメルロー種、カベルネ・ソーヴィニヨン種、シャルドネ種などのフランス品種が認可された。
1981年にはオリテにナバーラ州立ブドウ栽培・ワイン醸造研究所が設立され、土壌・気象条件・品種・ブドウ栽培・ワイン醸造・樽熟成に関する研究を行っている。州立研究所の成果のひとつに、当時は困難とされていた樽熟成を行わないシャルドネ種産ワインの生産成功などが挙げられ、このナバーラ地方独特の若い白ワインは国際的なワインコンクールで高く評価されている。1980年代には民間のワイナリーや協同組合が高品質ワインのボトリングやラベリングを開始した。1980年代から1990年代にかけて、イギリスのワイン専門誌はナバーラの外来種産ワインを称賛した。しかし、外来種を導入したことでオーストラリアワインやチリワインとの競争にさらされ、国内ではリオハの廉価版というイメージが付きまとった。

## 品種

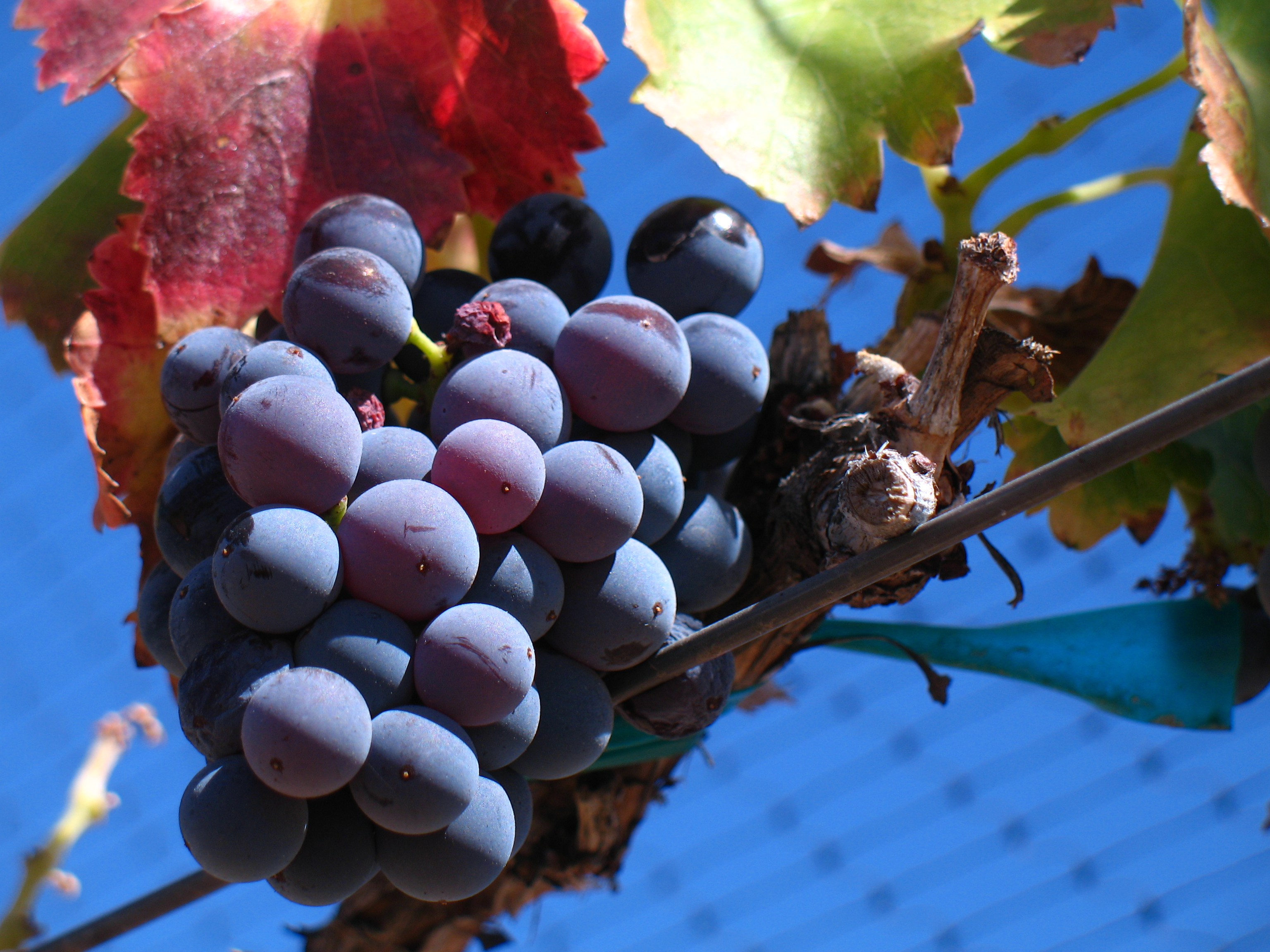
ガルナッチャ種

以下の品種が原産地呼称統制委員会に認可されている。ナバーラ (DO)のブドウ栽培面積の95%は黒ブドウ品種が占め、黒ブドウ品種は赤ワインとロゼワインの生産に用いられる。ナバーラ (DO)はガルナッチャ種100%のロゼワインで有名であり、甘みと酸味のバランスの良さ、鮮やかな色合いと濃密な味わいが特徴である。しかし、白ブドウ品種の割合は年々増加している。品種別の栽培比率は、ガルナッチャ種が32%、テンプラニーリョ種が36%、カベルネ・ソーヴィニヨン種が13%、メルロー種が11%、残りはグラシアーノ種とマスエロ種などである。主要な白ブドウ品種はビウラ種、シャルドネ種、ガルナッチャ・ブランカ種である。
19世紀末のフィロキセラ後には主としてガルナッチャ種を栽培していたが、1970年代には相次いで外来種を認可する国際戦略を取った。現在ではテンプラニーリョ種がガルナッチャ種を抜いて栽培面積第1位である。カベルネ・ソーヴィニヨン種、メルロー種、シャルドネ種などの外来種も目立ち、カベルネ・ソーヴィニヨン種は栽培面積第3位である。
- 黒ブドウ品種(8)
  - カベルネ・ソーヴィニヨン種、ガルナッチャ種、グラシアーノ（スペイン語版）種、マスエロ種、メルロー種、テンプラニーリョ種、シラー種、ピノ・ノワール種

- 白ブドウ品種(6)
  - シャルドネ種、ガルナッチャ・ブランカ種、マルバシーア（スペイン語版）種、モスカテル種、ビウラ種、ソーヴィニヨン・ブラン種

## ブドウ栽培
太陽光を最大限に浴びせるために、また機械の導入を容易にするために、ナバーラ (DO)の多くのブドウ畑では樹が垣根状（エスパルデラ）に仕立てられ、栽植密度は2,400株/ヘクタールを超える。5つのサブゾーンすべてで収量は規定値の8,000kg/ヘクタールを下回っており、バルディサルベでは約6,200kg/ヘクタール、南部では約7,800kg/ヘクタールである。

## 生産者

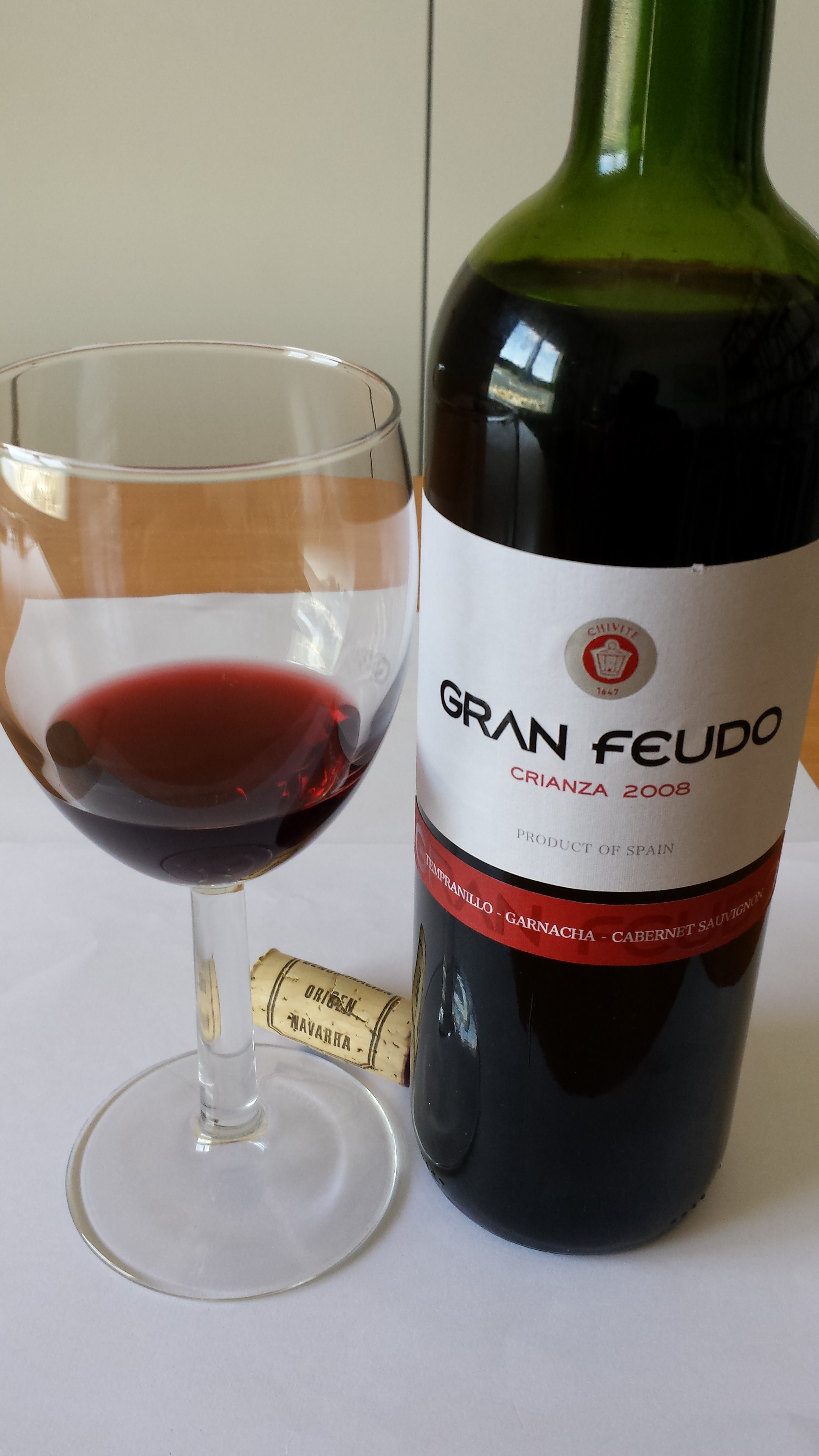
ボデガス・チビテの「グラン・フェウド」（クリアンサ、2008年）

ボデガス・チビテS.A.
ブドウ栽培面積は580ヘクタール、ワイン生産量は約250万本。チビテ家は1674年の公文書にその名が登場しており、この年がワイナリーの設立年とされている。1860年にはフィロキセラの災禍に苦しむボルドーへの輸出で国際的な成長を記録し、1872年には大規模なワイナリーがナバーラ (DO)南部のシントゥルエニゴに建設された。フランコ体制の半鎖国政策下でも国外輸出を許されていたワイナリーのひとつであり、1998年にはリオハ (DOC)に、2001年にはカスティーリャ・イ・レオン州のリベラ・デル・ドゥエロ (DO)に、2009年には同じくカスティーリャ・イ・レオン州のルエダ (DO)にも進出した。モスカテル種からミュスカ・ワインを生産するスペインでも珍しい生産者のひとつである。
北部のエステーリャ近郊にあるパゴ・デ・アリンサノでは、テンプラニーリョ種を主体としてカベルネ・ソーヴィニヨン種とメルロー種をブレンドした「アリンサノ」を生産しており、「スペインでも最高峰の畑」という評価を受けている。2008年にはパゴ・デ・アリンサノがカスティーリャ＝ラ・マンチャ州以外で初めて畑限定原産地呼称(VP)を与えられた。
ボデガス・カミロ・カスティーリャS.A.
ブドウ栽培面積は55ヘクタール、ワイン生産量は約60万本。1856年にカミロ・カスティーリャ・アルスガライがワイナリーを設立し、モスカテル（ミュスカ・ブラン・プティ・グラン）種の古樹から伝統的な手法で甘口ワインを生産していた。チビテ同様にリベラ・バハに拠点があり、ミュスカ・ワイン生産ではスペインでも達人と称えられている。1987年にはサラゴサ出身の実業家アルトゥーロ・ベルトランがワイナリーを買収し、テンプラニーリョ種なども取り入れて生産するワインの種類を拡大した。
ソシエダ・コーペラティーバ・ネケアス
ブドウ栽培面積は225ヘクタール、ワイン生産量は約80万本。ナバーラ (DO)北部のネケアス渓谷にある8件の栽培農家による、1992年に設立された協同組合である。スペイン国内よりもアメリカ合衆国など国外市場で高い評価を得ている。土着品種に重点を置いており、ガルナッチャ種のセパージュワイン（ヴァラエタル、単一品種醸造ワイン）で知られている。
ボデガス・カスティーリョ・デ・モンハルディン
ブドウ栽培面積は135ヘクタール、ワイン生産量は約40万本。1988年、ナバーラ (DO)の北端部にあるサン・エステバン渓谷に設立された。標高550-600mの畑ではシャルドネ種を栽培し、標高550m以下の畑ではテンプラニーリョ種、メルロー種、カベルネ・ソーヴィニヨン種を栽培している。原産地呼称統制委員会では認可されていないピノ・ノワール種も試験的に栽培している。シャルドネ種の夜間収穫をスペインの他産地に先駆けて行い、ワイナリーでは重力を利用する革新的な手法を採用している。
パゴ・デ・シルスス・デ・イニャキ・ヌーニェス
ブドウ栽培面積は135ヘクタール、ワイン生産量は約40万本。映画プロデューサーのイニャキ・ヌーニェスによって設立され、空飛ぶ醸造家のジャン・マルク・サブーアがコンサルタントを務めている。2002年に初めてヴィンテージを出し、2009年にはブリュッセル国際ワインコンクールで金メダル2個を獲得した。ブドウ畑の中心に中世風のホテルを構えている。
ラデラス・デ・モンテフラ
ブドウ栽培面積は20ヘクタール、ワイン生産量は約4万本。バレリオ家は1342年からティエラ・エステーリャのディカスティーリョにブドウ畑とオリーブ畑を所有しており、現在は環境保護分野の検察官でもあるエミリオ・バレリオがワイナリーを所有している。ジャンシス・ロビンソンは『世界のワイン図鑑』の中でエミリオ・バレリオを「有望な新人」と称している。土着種であるガルナッチャ種とテンプラニーリョ種を主体とし、バイオダイナミック農法を実践している。
ボデガス・オチョア
1845年にオリテにブドウ畑とワイナリーを設立し、ビウラ種100%の白ワイン「オチョア・ブランコ」、ロゼワインの「オチョア・ロサード・デ・ラグリマ」などが有名。ハビエル・オチョアはナバーラ州立ブドウ栽培・ワイン醸造研究所での実習や実験などを指導している。
ボデガス・サリア
ブドウ栽培面積は210ヘクタール。サリア家のワインは古くからその名を知られていたが、1953年に同族経営から株式会社化された。プエンテ・ラ・レイナ近郊にワイナリーを構え、ロゼワイン以外のすべてのワインがオーク樽によって熟成されている。シャルドネ種による白ワイン「セニョリオ・デ・サリア・シャルドネ」、カベルネ・ソーヴィニヨン種による赤ワイン「セニョリオ・デ・サリア・カベルネ・ソーヴィニヨン」などがある。

## ヴィンテージ
| - 1980 並 - 1981 並 - 1982 素晴らしい - 1983 とても良い - 1984 とても良い - 1985 良い - 1986 良い - 1987 良い - 1988 - - 1989 とても良い | - 1990 とても良い - 1991 良い - 1992 良い - 1993 とても良い - 1994 とても良い - 1995 素晴らしい - 1996 とても良い - 1997 良い - 1998 とても良い - 1999 とても良い | - 2000 とても良い - 2001 素晴らしい - 2002 とても良い - 2003 良い - 2004 素晴らしい - 2005 素晴らしい - 2006 とても良い - 2007 とても良い - 2008 とても良い - 2009 とても良い | - 2010 素晴らしい - 2011 とても良い - 2012 とても良い |

- 出典 : 『スペイン・ワインの愉しみ』（1987年-1999年）